# Ptinus quadrimaculatus
Ptinus quadrimaculatus är en skalbaggsart som beskrevs av Melsheimer 1846. Ptinus quadrimaculatus ingår i släktet Ptinus och familjen Ptinidae. Inga underarter finns listade i Catalogue of Life.